# Klingergrundet (Luleå)
Klingergrundet is een Zweeds eiland behorend tot de Lule-archipel. Het eiland ligt voor de kust van het grotere eiland Brändön. Het heeft geen oeververbinding en er staat één gebouw op het eiland.